# Dumitru Gorzo
Dumitru Gorzo (n. 21 martie 1975, Ieud, Maramureș) este un artist plastic ultra-contemporan (pictor, grafician, sculptor) român. Multe dintre lucrările sale fac aluzie la viața politică și evenimentele traversate de societatea românească, Gorzo declarându-se împotriva izolării de viața reală prin intermediul artei. Viziunea parodică pe care o propune în legătură cu unele problemele ale societății din România l-a transformat într-un artist controversat, consolidându-i totodată notorietatea internațională.
Gorzo este un promotor al artei erotice (pe care însuși o numește pornografică), explicându-și afilierea ca nevoia de a parcurge un capitol al istoriei artei până de curând neglijat în România.
A făcut parte, alături de Nicolae Comănescu, din grupul artistic Rostopasca.